# Sedoheptulosa
La sedoheptulosa, també anomenada D-altro-heptulosa, és un monosacàrid del grup de les cetoheptoses, ja que té set àtoms de carboni i un grup funcional cetona. És una de les poques heptoses existents a la natura i es pot trobar com intermediari del cicle de les pentoses. La sedoheptulosa es troba en diverses fruites i verdures que van des de pastanagues, albercocs, pomes fins a tomàquets.
És un intermediari en rutes respiratòries i fotosintètiques i té un paper vital en la branca no oxidativa de la ruta del fosfat de pentosa.
A continuació hom desenvolupa la fórmula de la sedoheptulosa amb representació plana d'enllaços de Lewis
```
CH₂-OH
|
C=O
|
HO-CH
|
HC-OH
|
HC-OH
|
HC-OH
|
CH₂-OH
```